# Tanah Besih
Tanah Besih is een bestuurslaag in het regentschap Serdang Bedagai van de provincie Noord-Sumatra, Indonesië. Tanah Besih telt 1406 inwoners (volkstelling 2010).